# 浄運寺 (桐生市)
浄運寺（じょううんじ）は、群馬県桐生市本町六丁目にある浄土宗鎮西派の寺院である。

## 歴史
浄運寺は、玉念が広沢村後谷付近に営んだ草庵を起源とし、永禄元年（1558年）に哀愍寺を創建した。
元亀2年（1571年）に渡良瀬川の対岸の新宿村が開拓されると、天正年間に哀愍寺を新宿村へ移転させた。
慶長年間に桐生新町が六丁目まで建設された際、現在地に移転した。

### 年表
- 天文年間（1532年 - 1554年）：玉念が広沢村後谷（現在の広沢町一丁目）付近に庵室を建てる。
- 永禄元年（1558年）：哀愍寺が創建される。
- 天正年間（1573年 - 1591年）：新宿村（現在の新宿三丁目）に移転し、二世聞岌により浄運寺と改称する。
- 慶長10年（1605年）：現在地に移転する。
- 明治6年（1873年）11月：桐生市立北小学校の前身である桐生学校が浄運寺を仮校舎として創立する。

## 文化財
桐生市指定有形文化財
- 本堂（1999年8月10日指定）[1]
- 安土宗論記録（1963年3月26日指定）[2]

## 交通アクセス
- JR両毛線・わたらせ渓谷鐵道わたらせ渓谷線：桐生駅より、徒歩で約10分。
- 上毛電気鉄道上毛線：西桐生駅より、徒歩で約15分。